# Sangeang

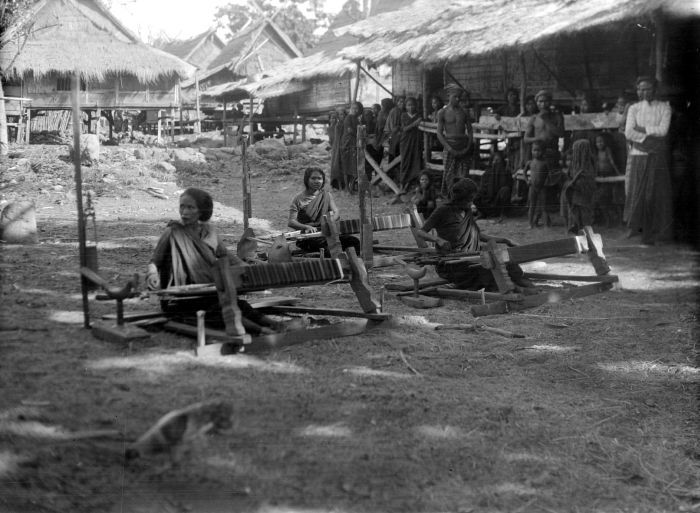
Dones de Sangeang teixint

Sangeang és una petita illa situada a la zona sud-est d'Indonèsia. Aquesta illa és una de les petites illes de la Sonda; és al mar de Flores, al nord de Sumbawa. Fa 13 km de llarg i té una superfície de 153 km². A Sangeang hi ha un volcà actiu, el Sangeang Api.